# Caloptilia liparoxantha
Caloptilia liparoxantha är en fjärilsart som först beskrevs av Edward Meyrick 1920.  Caloptilia liparoxantha ingår i släktet Caloptilia och familjen styltmalar. Inga underarter finns listade i Catalogue of Life.